# Archidiecezja Ndżamena
Archidiecezja Ndżamena – archidiecezja rzymskokatolicka w Czadzie. Powstała w 1947  jako prefektura  apostolska Fort-Lamy. Diecezja od 1955, archidiecezja od 1961. Pod obecną nazwą od 1973.

## Biskupi diecezjalni
- Arcybiskupi metropolici
  - Abp Edmond Djitangar (od 2016)
  - Abp Matthias N'Gartéri Mayadi: 31 lipca 2003 - 19 listopada 2013
  - Abp Charles Vandame, S.J.: 23 maja 1981 - 31 lipca 2003
  - Archbishop Paul-Pierre-Yves Dalmais, S.J.: 15 października 1973 – 6 marca 1980
- Arcybiskupi metropolici Fort-Lamy 
  - Abp Paul-Pierre-Yves Dalmais, S.J.: 22 grudnia 1961 - 15 października 1973
- Biskupi Fort-Lamy (rzymskokatoliccy) 
  - Abp Paul-Pierre-Yves Dalmais, S.J.: 24 grudnia 1957 – 22 grudnia 1961